# Попов Микола Дмитрович
Мико́ла Дми́трович Попо́в (нар. 29 листопада 1922, місто Харків — ?) — радянський діяч, секретар Волинського обласного комітету КПУ, 1-й секретар Луцького міськкому КПУ, голова Володимир-Волинського райвиконкому Волинської області.

## Біографія
У 1940—1941 роках навчався у Вольському авіатехнічному училищі Саратовської області.
У 1941—1944 роках — авіаційний механік Балашовської школи пілотів Саратовської області.
У 1944—1947 роках — у Радянській армії, учасник німецько-радянської війни.
З 1947 до 1953 року працював на Ворошиловградському паровозобудівному заводі.
Член КПРС.
Освіта вища. Закінчив Харківський політехнічний інститут.
У 1953—1959 роках — головний інженер Шацької машинно-тракторної станції Волинської області; директор Оваднівської ремонтно-технічної станції Волинської області; директор Володимир-Волинської ремонтно-технічної станції Волинської області.
У 1959—1961 роках — голова виконавчого комітету Володимир-Волинської районної ради депутатів трудящих Волинської області.
У 1961—1962 роках — 1-й секретар Горохівського районного комітету КПУ Волинської області.
У грудні 1962 — лютому 1965 року — 1-й секретар Луцького міського комітету КПУ Волинської області.
У лютому 1965 — 22 січня 1983 року — секретар Волинського обласного комітету КПУ з питань промисловості.
З січня 1983 року — персональний пенсіонер у місті Луцьку. Помер на початку 1990-х років.

## Нагороди та відзнаки
- орден Трудового Червоного Прапора
- ордени
- медалі